# Orfila Bardesio
Orfila Bardesio (* 18. Mai 1922 in Montevideo; † 14. Oktober 2009 ebenda) war eine uruguayische Dichterin.
Bardesio debütierte 1939 mit dem Gedichtband Voi. Es folgten La muerte de la luna (1942) und Poema (1946), die sämtlich positiv von der Literaturkritik auf genommen wurden. Jules Supervielle lobte sie als große Dichterin, und sie wurde in den literarischen Kreis der Generación del 45 aufgenommen. 1950 heiratete Bardesio den Dichter und Kinderbuchautor Julio Fernández. Mit ihm übersiedelte sie nach Treinta y Tres, wo er spanische Sprache und sie Literatur unterrichtete. Ein Sohn ist der Gitarrist und Komponist José Fernández Bardesio.
Für ihre christlich-katholisch geprägte Trilogie Uno (erschienen 1955, 1959 und 1971) und auch für ihr Werk Poema erhielt sie jeweils und somit insgesamt viermal den Preis des Ministeriums für Erziehung und Kultur von Uruguay. Nach dem Tod ihres Mannes 1974 kehrte sie nach Montevideo zurück. Dort erschien 1984 ihr Hauptwerk El ciervo radiante. Dafür wurde sie ebenso wie bereits für Poema seitens der Intendencia Municipal von Montevideo mit einem Preis bedacht. 1989 veröffentlichte sie den literarisch-religiösen Essay La luz del ojo en el follaje. Ihr letzter Gedichtband La canción de la tierra erschien wenige Monate nach ihrem Tod. Zahlreiche ihrer Texte erschienen zudem in Zeitungen und Zeitschriften wie beispielsweise Indice, La Nación, Alfar oder Marcha.

## Werke
- Voy, 1939
- La muerte de la luna, 1942
- Poema, 1946
- Uno/Libro 1º, 1955
- Uno/Libro 2°, 1959
- Canción, 1970
- Uno/Libro 3º, 1971
- Juego, 1972
- La flor del llanto, 1973
- El ciervo radiante, 1984
- La luz del ojo en el follaje, Essay, 1989
- Antología poética, 1994
- La canción de la tierra, 2009